# 太鼓之達人系列

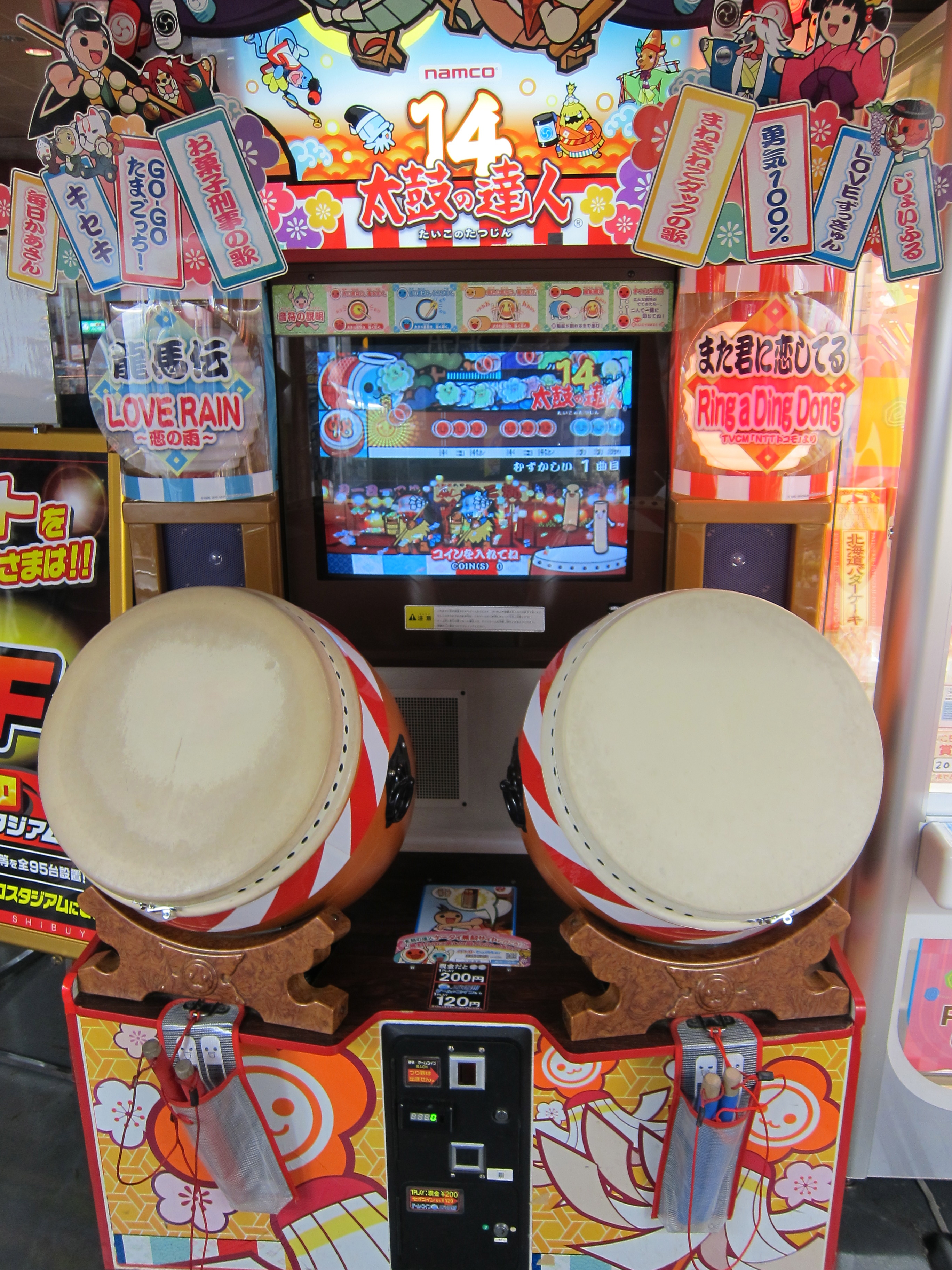
太鼓之達人14街机

太鼓之達人系列（又译作）是一款於2001年起由南夢宮（現：万代南梦宫游乐，家用版由萬代南夢宮工作室開發並由萬代南夢宮娛樂發行）發售的業務用街機音樂遊戲系列作品。遊戲玩法與科樂美的Bemani系列類似，玩家需要配合音樂，敲打機台上的日本傳統樂器「太鼓」的框體，從而打出正確的節奏。這個系列后來登上家機平台，包括PlayStation 2、PlayStation Portable、PlayStation Vita、PlayStation 4、任天堂DS、Wii、任天堂3DS、Wii U、iOS、Android、任天堂Switch、Xbox Game Pass(包含Xbox One、Xbox Series X/S、Windows 10、Windows 11；可自行購買遊戲本體)，一般使用手柄按鍵進行遊戲，但在iOS、PlayStation 2、PlayStation 4、Switch和Wii上也有專門推出的家庭用太鼓（Tatacon）操控設備，使玩家可以在家庭中感受到街機的遊玩效果。截至2019年5月16日，太鼓达人系列在主機平台的总销量累計已超過1000萬份。

## 系列一覽

### PC、家用機與掌機
PS2系列
| 發售日     | 名稱              | 收錄曲數 （不包括隱藏曲） | 隱藏曲數 | 總曲目數 | 表示名稱   |
| ---------- | ----------------- | ------------------------- | -------- | -------- | ---------- |
| 2002/10/24 |                   | 24                        | 6        | 30       | 初代       |
| 2003/03/27 |                   | 29                        | 5        | 34       | 二代目     |
| 2003/10/30 |                   | 34                        | 5        | 39       | 三代目     |
| 2003/12/18 |                   | 17                        | 1        | 18       | 動畫祭     |
| 2004/07/22 |                   | 35                        | 5        | 40       | 四代目     |
| 2004/12/09 |                   | 40                        | 5        | 45       | 五代目     |
| 2005/03/17 | TAIKO DRUM MASTER | 29                        | 4        | 33       | 英文版     |
| 2005/08/04 |                   | 36                        | 4        | 40       | 動畫特別版 |
| 2005/12/08 |                   | 43                        | 5        | 48       | 六代目     |
| 2006/12/07 |                   | 42                        | 6        | 48       | 七代目     |

PSP系列
| 發售日     | 名稱 | 收錄曲數 （不包括隱藏曲） | 隱藏曲數 | 配信曲數 | 總曲目數 | 隱藏譜面曲數 | 表示名稱 |
| ---------- | ---- | ------------------------- | -------- | -------- | -------- | ------------ | -------- |
| 2005/08/04 |      | 34                        | 4        | 22       | 60       | 0            | PSP1     |
| 2006/09/07 |      | 57                        | 5        | 44       | 106      | 0            | PSP2     |
| 2011/07/24 |      | 68                        | 2        | 110      | 180      | 17           | PSP3     |

NDS系列
| 發售日     | 名稱 | 收錄曲數 （不包括隱藏曲） | 隱藏曲數 | 總曲目數 | 表示名稱 |
| ---------- | ---- | ------------------------- | -------- | -------- | -------- |
| 2007/07/26 |      | 29                        | 6        | 35       | NDS1     |
| 2008/04/24 |      | 36                        | 14       | 50       | NDS2     |
| 2010/07/01 |      | 37                        | 14       | 51       | NDS3     |

Wii系列
| 發售日     | 名稱 | 收錄曲數 （不包括隱藏曲） | 隱藏曲數 | 總曲目數 | 隱藏譜面曲數 | 表示名稱 |
| ---------- | ---- | ------------------------- | -------- | -------- | ------------ | -------- |
| 2008/12/11 |      | 42                        | 28       | 70       | 0            | Wii1     |
| 2009/11/19 |      | 44                        | 26       | 70       | 9            | Wii2     |
| 2010/12/02 |      | 48                        | 23       | 71       | 10           | Wii3     |
| 2011/11/11 |      | 60                        | 45       | 105      | 15           | Wii4     |
| 2012/11/29 |      | 60                        | 45       | 105      | 15           | Wii5     |

3DS系列
| 發售日     | 名稱 | 收錄曲數 （不包括隱藏曲） | 隱藏曲數 | 配信曲數 | 總曲目數 | 隱藏譜面曲數 | 表示名稱 |
| ---------- | ---- | ------------------------- | -------- | -------- | -------- | ------------ | -------- |
| 2012/07/12 |      | 46                        | 9        | 0        | 55       | 5            | 3DS1     |
| 2014/06/26 |      | 53                        | 10       | 69       | 132      | 26           | 3DS2     |
| 2016/06/16 |      | 62                        | 10       | 105      | 177      | 23           | 3DS3     |

WiiU系列
| 發售日     | 名稱 | 收錄曲數 （不包括隱藏曲） | 隱藏曲數 | 配信曲數 | 總曲目數 | 隱藏譜面曲數 | 表示名稱 |
| ---------- | ---- | ------------------------- | -------- | -------- | -------- | ------------ | -------- |
| 2013/11/21 |      | 45                        | 25       | 34       | 104      | 18           | U1       |
| 2014/11/20 |      | 59                        | 44       | 21       | 124      | 15           | U2       |
| 2015/11/26 |      | 53                        | 34       | 42       | 129      | 23           | U3       |

PSV系列
| 發售日     | 名稱 | 收錄曲數 （不包括隱藏曲） | 隱藏曲數 | 配信曲數 （日本版/亞洲版） | 總曲目數 （日本版/亞洲版） | 隱藏譜面曲數 （日本版/亞洲版） | 表示名稱 |
| ---------- | ---- | ------------------------- | -------- | -------------------------- | -------------------------- | ------------------------------ | -------- |
| 2015/07/09 |      | 77                        | 9        | 84/50                      | 170/136                    | 33/30                          | PSV      |
| 2015/12/10 |      | 27                        | 13       | 0                          | 40                         | 6                              | IM@S赤   |
| 2015/12/10 |      | 27                        | 13       | 0                          | 40                         | 6                              | IM@S青   |

PS4系列
| 發售日     | 名稱 | 收錄曲數 （不包括隱藏曲） | 隱藏曲數 | 配信曲數 (日本版/亞洲版) | 總曲目數 (日本版/亞洲版) | 隱藏譜面曲數 (日本版/亞洲版) | 表示名稱 |
| ---------- | ---- | ------------------------- | -------- | ------------------------ | ------------------------ | ---------------------------- | -------- |
| 2017/10/26 |      | 74                        | 12       | 199                      | 286                      | 49                           | PS4 1    |

任天堂Switch系列
| 發售日     | 名稱 | 收錄曲數 （不包括隱藏曲） | 隱藏曲數 | 配信曲數(DLC) | 總曲目數 | 隱藏譜面曲數 | 表示名稱 |
| ---------- | ---- | ------------------------- | -------- | ------------- | -------- | ------------ | -------- |
| 2018/07/19 |      | 64                        | 33       | 313           | 410      | 59           | NS 1     |
| 2020/11/26 |      | 118                       | 19       | 0             | 137      | 20           | NS RPG   |
| 2022/9/22  |      | 94                        | 853      | 133           | 947      | 0            | NS 2     |

Xbox One、Xbox Series X/S、Windows系列
| 發售日     | 名稱                                                              | 收錄曲數 （不包括隱藏曲） | 隱藏曲數 | 配信曲數(DLC) | 總曲目數 | 隱藏譜面曲數 | 表示名稱 |
| ---------- | ----------------------------------------------------------------- | ------------------------- | -------- | ------------- | -------- | ------------ | -------- |
| 2022/01/28 | [太鼓の達人ドラムマスター] 错误：{{Lang}}：无效参数：\|3=（帮助） | 56                        | 0        | 目前          | 目前56   | ?            | ?        |

關於各家用版的詳細資料，請參考太鼓之達人 (家用版)。

## 遊戲方法

### 音符介紹
括號內的是音符下標示的文字，以日文/中文形式表示。
- 紅色（/咚）：敲打鼓面。在PSP2版本中的咚子模式中，敲打鼓邊也可。
- 藍色（/喀）：敲打鼓邊。在PSP2版本中的咚子模式中，敲打鼓面也可。
- 黃色（/連打）：當音符與小圓圈重疊時，敲打鼓面或鼓邊，敲打次數越多，得分越高。
- 大音符：紅色（/咚(大)）、藍色（/喀(大)）、黃色（/連打(大)）音符有大小之分，大音符的得分是小音符的2倍（黃色連打則是1.2倍[2]）。在家用版,大音符都需要敲打兩邊鼓面或鼓邊。在街機版則和小音符一樣只需敲打其中一邊即可。黃色大連打如同小連打一樣。
- 手牽手音符：在雙打時，紅色、藍色音符會有大的手牽手音符。2人需要同時準確無誤地敲打鼓面或鼓邊，才能得到與大音符相同的得分。
- 風船（/氣球連打）：初出現於家用版「初代」和街機版「AC3」，當音符與小圓圈重疊時，敲打鼓面直至氣球被吹爆，顯示數字歸零[3]。每敲打一次就能得分[4]。
- 芋（/地瓜連打）/彩球（くすだま）：初出現於家用版「五代目」和街機版「AC7」，在指定時間內敲打鼓面一定次數，直到地瓜全部吃完（顯示數字歸零）後或放屁跳起來，此時再敲打鼓面一次，則會按時機獲得不同的額外得分。在「六代目」和「AC8」以後，取消了放屁跳起來的敲打設定，只需要在指定時間內吃完地瓜即可。在街機版「新AC」及家用版「3DS」、「Wii5」之後，改成了彩球，打法與原先的一樣。
- 鈴：只出現於PSP版（不包括「PSP3」）。在指定時間內，儘快用類比墊（模擬搖桿）旋轉一定次數以上來獲得更高分數。
- 撥浪鼓（でんでん太鼓）：只出現於DS版。在指定時間內，交換敲打鼓面和鼓邊一定次數來獲得更高分數。
- 道具音符（アイテム音符）：出現於DS版、Wii版、Switch版的「通信對戰」。敲打此音符時，玩家會抽到一件道具，但道具的功能是隨機的，而且效果有好有壞。
- 炸彈音符（バクダン音符）：出現於「NDS2」、「NDS3」的、「Wii2」、「PSP3」的BOSS戰及「3DS」。敲打此音符時，會使遊戲角色被炸彈炸中，損失大量HP，從而令取勝變得困難。
- 巨大音符：出現於Wii版。按照敲打時機會分裂為小音符，散落到後續的譜面中。效果類似於譜面分歧。

### 燃燒段
- 自家用版「五代目」和街機版「AC7」起，加入了「/燃燒段」時段的設定。在「/燃燒段」時段中，每個音符的得分是原來的1.2倍。
- 在街機版和PSP版本上，如果在燃燒段時魂量超過了及格線，正確敲打音符時，還會在上方綻放煙花。
- 受「新AC」開始計分方法改變的影響，每100連擊所額外獎勵的10000分不會乘1.2。

### 難度
一般情況下，、是沒有穿特殊服裝的。
- 「簡單」（或稱梅、花、初級），難度最低，歌曲難度為1至5星。(曾在「四代目」和「五代目」是6星。)
- 在「AC9」出現前，當第一首選擇「簡單」時，會有遊戲說明（音符介紹、注意遊戲安全等）；但在「AC9」或以後，遊戲說明與「簡單」分開，遊戲說明改為，在「簡單」的左面，當「魔鬼」被解除時或完成了第一首時，會自動被隱藏。
- 在「AC11」、「AC11亞洲版」，某些歌曲是（親子同樂功能）的對應曲，兩邊的太鼓都可以敲打。

- 「普通」（或稱竹、中級），難度比簡單難，即使完全沒有接觸這遊戲的玩家也有機會合格，歌曲難度為1至7星(「AC6」和之前為6星，「AC1」為5星)。

- 「困難」（或稱樹、松、高級），難度高，適合熟練的玩家，歌曲難度為1至8星(「AC6」和之前為7星，「AC1」為5星)。

- 前者為「AC7」以前的街機版最難的難度，稱「達人」（或叫桃）。後者是「AC7」或以後的街機版及家用版最難的難度，稱「魔鬼」（或稱鬼），歌曲難度為1至10星。此難度初出現於「AC2」、「初代」。
- 在「AC11亞洲版」，此難度改稱為「魔王」。就以下內容，會以「魔鬼」表示。
- 另外，解除方法也不同：
  - 「AC2」：在「困難」打右鼓邊10回。
  - 「AC3」至「AC6」：在「簡單」打左鼓邊10回（不能在先選曲模式出現）。
  - 「AC7」至「AC10」：在「困難」打右鼓邊10回，然後玩家可按需要自行到「簡單」位置，打左鼓邊以解除隱藏模式。
  - 「AC11」、「AC11亞洲版」以後：在「困難」打右鼓邊10回，然後玩家可按需要自行到「魔鬼」位置，打右鼓邊以解除隱藏模式；亦可按需要自行到「簡單」位置，打左鼓邊以改變音色。
  - 「新AC」：在「困難」打右鼓邊10回，若该曲有里谱面，则可继续打右鼓邊10回，开启里谱面。

關於家用版「魔鬼」的解除方法，請參看太鼓之達人 (家用版)。

### 難度分歧
於太鼓之達人Wii以及「新AC」的雙人模式下，二人可以選擇不同的難度。

### 設定
於五代目登場，PSP1，PSP2, PS2和舊街機以隱藏模式出現，是身穿忍者服裝。之後改在CS作品DS改為一些模式初期開放，同時，忍者服裝即變成一般服裝。開始在新AC必須以賬號來遊玩。CS作品從WiiU2開始才全部初期開放。
關於家用版隱藏模式的解除方法，請參看太鼓之達人 (家用版)。
忍者模式(ドロンモード)
- 譜面非表示，選擇此模式時，所有音符會消失，留下的是音符下的文字，例如：、等。玩家只能用音符下的文字判斷要打的音符。此模式初出現於「五代目」。
  - 「AC7」：在「魔鬼」出現後，回到「簡單」打左鼓邊10回就會出現
  - 「AC8」、「AC9」、「AC10」：在「魔鬼」出現後，回到「簡單」打左鼓邊20回就會出現
  - 「AC11」或以後：在「魔鬼」出現後，打右鼓邊20回就會出現
  - 「AC11亞洲版」、「AC12亞洲版」並沒有收錄此模式。
  - 「新AC」：在选项中可选择此模式。

倍速、3倍速、4倍速(ばいそく、さんばい、よんばいモード)
- 倍速、3倍速、4倍速，譜面音符速度變快了，例如：4倍速的音符速度是正常版的4倍。此模式初出現於「六代目」。
  - 「AC8」、「AC9」、「AC10」：在「魔鬼」出現後，回到「簡單」打左鼓邊5回就會有倍速；再5回，3倍速；再5回，4倍
  - 「AC11」或以後：在「魔鬼」出現後，打右鼓邊5回會有倍速；再5回，3倍速；再5回，4倍
  - 「新AC」：在选项中可选择此模式。
- 在亞洲版中，此模式改名為「二倍速」、「三倍速」、「四倍速」。
- 該功能有一個BUG：在舊框體中以4倍速遊玩《北琦玉2000》的魔鬼難度會導致宕機。

- 紅藍逆轉，譜面的紅色和藍色音符相反了。此模式初出現於「七代目」。
  - 「AC9」、「AC10」：在「魔鬼」出現後，回到「簡單」打左鼓邊25回
  - 「AC11」、「AC12」：在「魔鬼」出現後，打右鼓邊25回就會出現
  - 「AC11亞洲版」：在「魔鬼」出現後，打右鼓邊20回就會出現
  - 「新AC」：在选项中可选择此模式。
  - 在亞洲版中，此模式改名為「顛倒」。

- 稱爲「完美演奏」模式，當遊戲中出現第一個失誤（不可）時，遊戲結束。此模式初出現於「六代目」，但街機版並沒有收錄此模式。[7]

- 初登場於AC14，歌曲的天井分都會接近1000000點，沒公差點。可與良的點數比例為1：3。在比賽常以這方式來結算分數。該模式在虹色版本被取消。

- 當選擇這兩種模式時，譜面的紅藍音符會變得不規則（20~25%的音符被紅藍反轉），面每次回到歌曲選單，再重新選擇同一首歌曲後，譜面會再次改變，當中以模式之下的音符變化較大（50%的音符被反轉）。這兩種模式初出現於「PSP3」。

- 與完美演奏模式類似，但一出現不可即中斷後再重新演奏，街機也沒有收錄此模式。

### 特別玩法
以下內容會簡單說明一些最常見的特別玩法。關於不常見的特別玩法，可參考討論頁存檔。
- 「一人雙鼓」（或簡稱「雙鼓」，官方稱為「双打」），指一個玩家投入雙人份量的硬幣，一個人以雙手分別敲打左右兩邊的鼓。如果兩邊音符密度高且速度快的話（如「魔鬼」的2000系列），這種玩法就非常費力，尤其是連打比較多的時候。
- 「七代目」初出現的（來自動畫「涼宮春日的憂鬱」）則是雙鼓的熱門歌曲，在「困難」、「魔鬼」，這首歌兩邊的譜面雖然不同卻沒有重疊（即一邊有音符時另一邊則沒有），玩家可以兩邊互相交替來進行遊戲。但是在「AC11」之後，該雙鼓譜面變成了隱藏譜面，需要輸入特殊指令才能開啓，在「新AC」會因兩方的難度不同而無法實行，無論在哪個位置僅能玩左鼓的裏譜面[8]。
- 之後在「新AC」黃版增加以二人譜的方式遊玩，兩個玩家合力共同魂框演奏歌曲，僅會在一些歌曲(全難度對應)實裝。

- 「全接不過關」（或稱「捉可」，香港又稱「Full Fail」，日本簡稱為「NN」），指玩家打中了所有音符（擊中率為100%）卻仍然過關失敗。這種情況暫時只出現在「魔鬼」，精度非常低的時候（「良」的數量少，「可」的數量多，通常是0連打），由於魂量計不達標而無法過關。在其他難度下，全接所有音符則一定能成功過關。

- 「前略」指歌曲前段的音符都故意不打，到了一個段落才開始打直到結束的玩法，由於一開始魂量計是空的，所以漏掉多少音符跟一開始的魂量是一樣的，所以到一個段落才開始打，到最後結束時的魂量是剛好過關。連打數的多少、風船音符的敲打率也會影響到魂量的。這種玩法中，命中率越低越好，通常最低命中率是50%~55%左右，這種打法從開始打到結束幾乎一個音符也不能漏，打到的音也幾乎都要是「良」，通常需要對這首歌相當熟悉才會這樣玩。

- 「插音」（或稱「插譜」）及「不停插音」，第一個指玩家在沒有音符的地方插入一些音符，令譜面複雜化或更加動聽。但第二個是指玩家由歌一開始不停地打到歌曲最後，太早打音符的話會判定為「不可」，難度相當高，這種玩法極度消耗體力，不建議體力不好且技術差(複合，良率等)的玩家進行。

## 內容

### 歌曲分類
太鼓之達人系列所收錄歌曲有以下分類：
- J-POP（日本流行音樂），街機以"藍色"表示，AC16後改為流行音樂，不再拘於日本音樂
- 華語流行音樂－街機亞洲版限定
- ROCK（搖滾音樂）－「英文版」限定
- アニメ（動畫音樂），街機以"黃色"表示，AC16以"粉紅色"表示
- キッズ（兒童音樂），AC16新增，街機以"黃色"表示，收錄以兒童為對象的歌曲
- ボーカロイド曲（VOCALOID音樂）－於2013年3月13日在AC15上新增，街機新版以"銀色"表示
- どうよう（童謠），街機以"粉色"表示，AC16開始歌曲和兒童音樂合併
- バラエティ（一般綜合），街機以"綠色"表示，在AC16初出原本和電玩遊戲音樂合併，但不久後重新分支
- クラシック（古典音樂），街機以"土黃色"表示
- ゲームミュージック（電玩遊戲音樂），街機以"紫色"表示
- ナムコオリジナル（南夢宮原創音樂），街機以"紅色"表示

### 難易度
這個遊戲以星星的數目標示歌曲的難易度，星星越多難度越高。「簡單」最難為5星（在「四代目」、「五代目」時，最難為6星），「普通」為7星(「AC6」以前為6星)，「困難」為8星(「AC6」以前為7星)，「魔鬼」為10星。然而隨著新舊歌曲的混合，歌曲的星數評級顯得越來越難以分類，如今仍有許多歌曲的星數評級備受爭議，由此誕生了兩個名詞：詐稱曲（意指該曲的譜面比其他同星數歌曲困難）、逆詐稱曲（意指該曲的譜面比其他同星數歌曲簡單）。而隨著「新AC」的面世，歌曲星數評級不時隨更新而有所調整，例如2000系列的在魔鬼難度中，由「AC10」的9星降至現時的7星，而、亦由10星下調至9星。
譜面的難度取決於多個因素，如速度、音符密度、譜面規律性、時間長度等交叉影響。一般來說，歌曲速度越快（或者極端的慢），譜面密集程度越高、重複性越低、節奏越不整齊、紅藍音符不規則交錯越多，難度就越高。
另外，由於每個人擅長的技巧和歌曲都不一樣，曲目的難度相當程度上也決定於玩家的主觀因素。舉例來說，有些人覺得「魔鬼」的因譜面規律重複應降至9星；另一些人卻認為這首歌速度快、耗體力而應該維持10星程度。
隨著新曲目譜面難度有普遍上升的趨勢，許多舊曲目在收錄一段時間或復活後都會相應的調整其難度。另外還有一些歌曲出現次數太多，雖然不會調低難度，但會增加譜面分歧，以維持其難度跟隨時代的進展。
除此之外，也有少數的曲目在重複收錄後提升難度，這些曲目的譜面大多都經過更改或加入譜面分歧。而譜面不變但難度提高的曲目更是屈指可數，這些歌都是由於複合連音多、空檔少，因此玩家對於此曲提升難度的反對意見不多。
所有歌曲類別中，以10星最多。其次是，不少Namco自家或非自家遊戲音樂都能達到9星，10星的幾乎都是Namco自家遊戲音樂。第三是VOCALOID音樂。第一首非的10星歌曲正是(但還是由自家改編曲，非自家第一首為隱藏譜面)難易度高的古典音樂大都經過編曲成搖滾版、電波歌等類型，很少有原本演奏版（如等）達到或超過9星。

### 裏譜面
- 裏譜面[11]，又稱「隱藏譜面」或「別譜面[12]」，是指玩家在街机版輸入特定指令後出現的特別譜面。別譜面僅限輸入指令後才生效，不會永久開啟；其分數與正常譜面的分數分開紀錄。此模式在「AC11」首次推出，指令公開於達人日記中。「Wii」雖然收錄了部分擁有裏譜面的樂曲，但官方在達人日記中卻暗示「Wii」不存在裏譜面。新出的家用版「Wii2」收錄了部分樂曲的裏譜面，但仍有一首擁有裏譜面的樂曲只在此作收录了表谱面。在家用版中除下載曲外，所有裏譜面樂曲都以隱藏曲的模式收錄。

- 在新AC時期後，裏譜面僅限於魔鬼難度，其餘的三個難度全消除。少許的歌曲的裏譜面是以2人譜的方式來玩。例外，還是擁有困難和魔鬼級的裏譜面，但完全是2人譜。現在因這歌曲在「新AC」被移除之後，再也沒一首歌曲有這樣的特例。

- 於街機投一個幣後，連敲鼓邊20下，看到太鼓之達人的標題閃了一下並變成金色，即代表已經開啟裏譜面模式，再連敲20下，就會關閉裏譜面模式。

- 新AC在選擇難度時開啟魔鬼難度之後，再連敲鼓邊(右)10下即開啟，再連敲10下即關閉裏模式，回到魔鬼難度。

### 段位道場
- 太鼓達人「新AC」KATSU-DON版起出現的模式。遊玩時將三首課題曲連續演奏。玩家需要將該段位合格條件達成或避免失敗條件發生才可以成功合格，並獲得該版本的段位，途中的失敗條件發生也會在該歌曲演奏完畢即強制結束，無法繼續玩下一首。早期有「先鋒」→「次鋒」→「中堅」→「副將」→「大將」。在空色版更換為段位制，有「初級」、「四級」～「一級」、「初段」～「十段」，桃色版新增「達人」，黃綠版新增「十級」～「五級」，紫版新增「玄人」、「名人」和「超人」。紅版新增「外傳」(不給予段位 / 強制全良)，黃版開始有條件式譜面分歧曲作為課題曲[13]，例如魔鬼級的、，但以上兩曲都在這模式強制達人譜面(分歧地帶限定)。

- 亞洲版在「新AC」紫版登場，因一些歌曲因版權問題沒收錄會與日本版的段位道場所給的歌曲有些不同。但在紅版之後就同步，課題曲完全一樣。

### 鼓眾廣場
給予日本玩家使用的連動APP，亞洲版直至AC16時代才開放。
- 更改マイどん的衣服、面色、名稱。
- 查看在遊戲中獲得的獎勵、どんポイント得點。
- 查看在遊戲中歌曲成績、王冠。
- 參加全國、縣的積分排行。
- 結交鼓友。
- 利用大會、挑戰狀的機能，進行分數對決。
- 與Twitter連動對應。

### 相關作品
- 偶像大師：收錄了部份此遊戲的歌曲。
- 幸運☆星：收錄了動畫版的主題曲－，另外，在該動畫版的其中一話，其中兩個主角在玩此遊戲，所遊玩的歌曲是，但譜面並非是Namco版本。
- 交響情人夢
- 我的妹妹哪有这么可爱：动画版其中一话，女主角在发泄玩此游戏，所游玩的歌曲是天国与地狱序曲，难度推断是困难，但谱面同样怀疑並非是Namco版本，而且她所打的鼓為2P，但畫面上則是1P造型，且機台造型有些許惡搞。
- Servant x Service：动画版第十一话，長谷部用死氣沉沉的眼神在遊戲中心游玩此游戏，游玩的歌曲是該動畫的主題曲OP「めい　あいへるぷゆー？」(非本家)，难度疑似是魔鬼而且最后FULL COMBO了，不过畫面上的譜面有部份地方跟游玩的音效有所不同。

## 官方活動
從2010年開始日本官方每年都會舉辦「太鼓達人 Donder～！日本一決定戰 」的比賽。從店鋪預賽、地區大會到決勝戰，吸引許多愛好太鼓達人的粉絲參加比賽及觀賽，比賽方式為使用合作模式讓兩位參賽著比拼分數的方式進行，難易度皆為魔鬼等級，歌曲比賽前現場抽籤。但是2012年不知為何沒有舉辦。2015年決定於2016年舉辦首次世界大賽——。
- 2010年
  - 店鋪預賽：1月9日至1月31日
  - 地區大會：2月6日至2月21日
  - 決勝戰：3月7日

- 2011年
  - 店鋪預賽：7月15日至8月7日
  - 地區大會：8月20日至月4日
  - 決勝戰：9月17日

- 2013年
  - 店鋪預賽：8月10日至9月16日
  - 地區大會：9月28日至10月14日
  - 決勝戰：2014年6月14日

- 2016年(世界一決定戰)
  - 第二回天下一音遊祭：2月20日
  - 小學生以下部門：
    - 店鋪預賽：4月1日至30日
    - 預選大會：6月25日
    - 小學生以下部門決勝大會：6月26日

  - 中學生以上部門：
    - 店鋪預賽：3月19日至4月13日
    - 地區大會：5月21日至6月5日
    - 敗者復活戰：6月17日至22日

  - 出場者爭奪戰：
    - 預賽周：6月7日至15日
    - 決賽周：6月17日至22日

  - 亞洲部門：
    - 店鋪預賽：3月至4月
    - 地區大會：4月3日至5月8日

  - 決勝戰：7月17日

## 外部連結
- 太鼓达人官方网站（页面存档备份，存于） （日語）